# Yoshida Eiza I.
Yoshida Eiza I. (japanisch 初代 吉田 栄三; geboren 4. Juni 1872 in Osaka; gestorben 9. Dezember 1945) war ein japanischer Bunraku-Spieler. Zusammen mit Yoshida Bungorō IV. gehörte er zu den wichtigsten Spielern in der Taishō- und Shōwa-Zeit.

## Leben und Wirken
Yoshida Eiza I. stammte aus einer Familie von Bunraku-Spielern. gab 1883 sein Bühnendebüt im „Osakazawa“ (大阪沢), wobei er sich Yoshida Mitsue (吉田 光栄) nannte. Ab 1892 nannte er sich dann Yoshida Eiza. 1927 wurde er Leiter des „Bunrakuza“ (文楽座).
Yoshida war ein repräsentativer Meister des modernen Puppenspiels. Ohne einen festen Meister trainierte er mit älteren Meistern wie Yoshida Tamatsukuri I. (初代吉 田玉造; 1829–1905) und Kiritake Monjurō I. (初世 桐竹 紋十郎, gest. 1910). Seine besondere Spezialität war das Spielen von Frauenrollen (女形, Onnagata). Nachdem er die Funktion des Gruppenleiters übernommen hatte, wurde er „Tachiyaku“ (立役), also ein führender Darsteller.
Yoshida zeigte einen würdevollen, intelligenten und soliden Stil. Obwohl er nicht allzu groß war, konnte er auch Bösewichter-Figuren gut führen. Zu seinen Starrollen gehörten Jūbei (重兵衛) in „Igagoe-dōchū Sugoroku“ (伊賀越道中双六), Suga Jōshō (菅 丞相) in „Sugawara Denju Tenarai Kagami“ (菅原 伝授 手習 鑑) und Onoe (尾上) in „Kagamiyama Kyu Nishiki-e“ (加賀見山旧錦絵).